# Автовокзал (Туапсе)
Автовокзал Туапсе — автовокзал в городе Туапсе Краснодарского края, расположенный по адресу улица Маршала Жукова, дом 6. Обслуживает как пригородные, так и междугородние автобусные маршруты. Объект культурного наследия регионального значения: памятник градостроительства и архитектуры, а также памятник истории (памятное место, где 16 ноября 1917 г. в Туапсе впервые в крае была провозглашена Советская власть).

## История
Изначально в здании располагался железнодорожный вокзал. Оно было построено в 1913 году на месте городской тюрьмы. На ныне не действующей станции Ставрополь-Туапсинский здание вокзала было создано по тому же проекту, однако оно лишилось своих декоративных элементов и на данный момент используется в качестве жилого дома, находящегося на окраине Ставрополя.
В 1923 году железнодорожная линия была продлена от Туапсе до станции Сочи, трасса была изменена, в связи с этим было построено новое здание, в котором до сих пор располагается станция Туапсе-Пассажирская.
На фасаде здания располагается памятная табличка, посвящённая освобождению Туапсе от белогвардейцев Красной армией 8 апреля 1920 года и установлению в городе советской власти. Также перед автовокзалом расположен памятник в честь погибших от попадания немецкой авиабомбы новобранцев в 1942 году во время Великой Отечественной войны.
В честь 100-летней годовщины открытия здания автовокзала были проведены косметический и капитальный ремонты постройки.

## Направления
Автовокзал обслуживает целый ряд регулярных и сезонных пригородных и междугородних маршрутов. Отсюда отправляются автобусы, в том числе международные, в Сухум, Адлер, Сочи, Ставрополь, Краснодар, Ялту, Анапу, Махачкалу, Геленджик, Белгород, Новороссийск, Астрахань, Славянск-на-Кубани, Курск, Пицунду, Таганрог, Кисловодск, Элисту, Хасавюрт, Лазаревское и другие города.
Также отправляются пригородные автобусы в такие населённые пункты как Джубга, Небуг, Тюменский, Тенгинка, Агуй-Шапсуг, Кривенковское, Шепси, Индюк, Посёлок санатория «Черноморье», Псебе, Большое Псеушко, Греческий, Георгиевское, Посёлок санатория «Агрия», Гунайка Четвёртая, Пшада, Терзиян, Шаумян и другие.

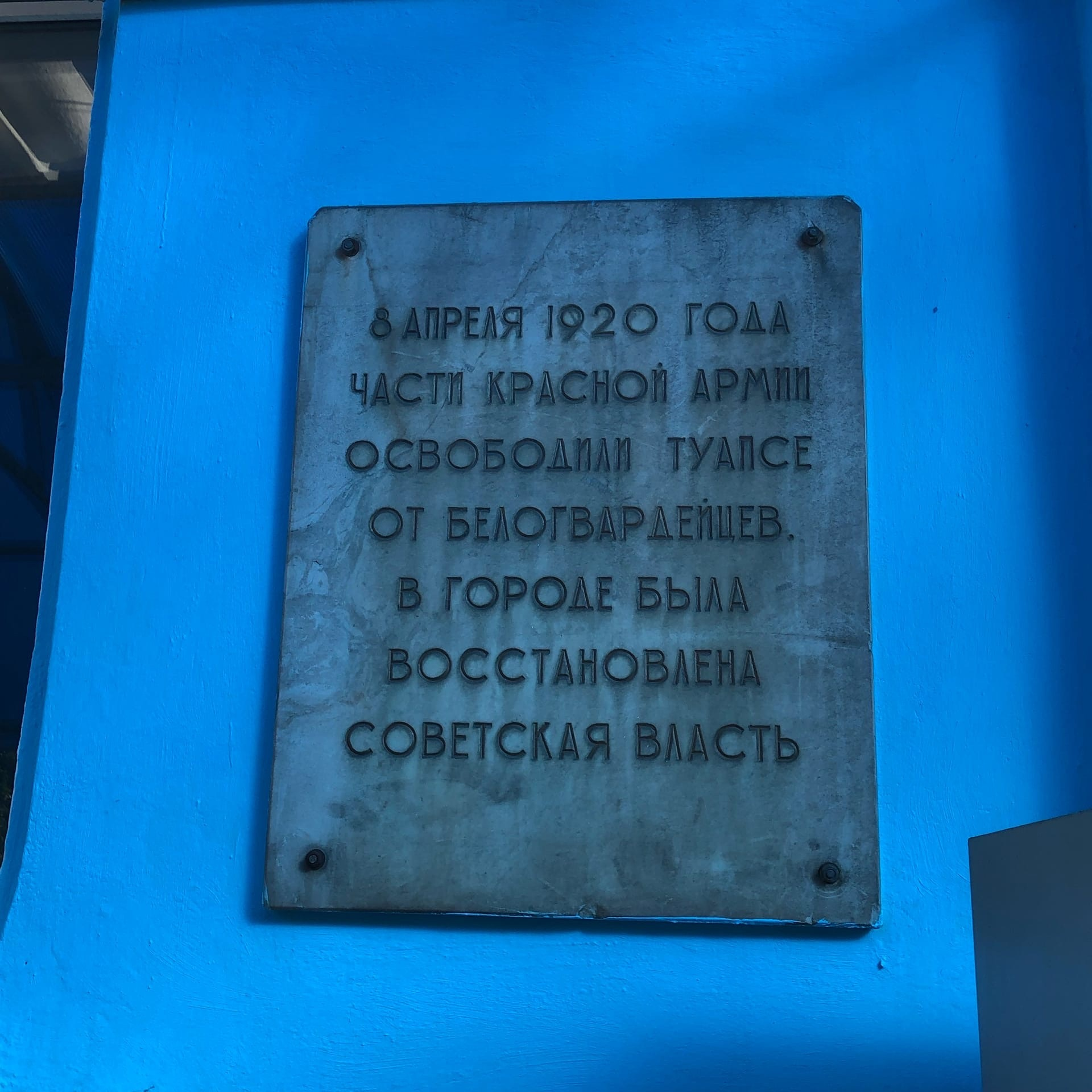
Памятная табличка на фасаде автовокзала
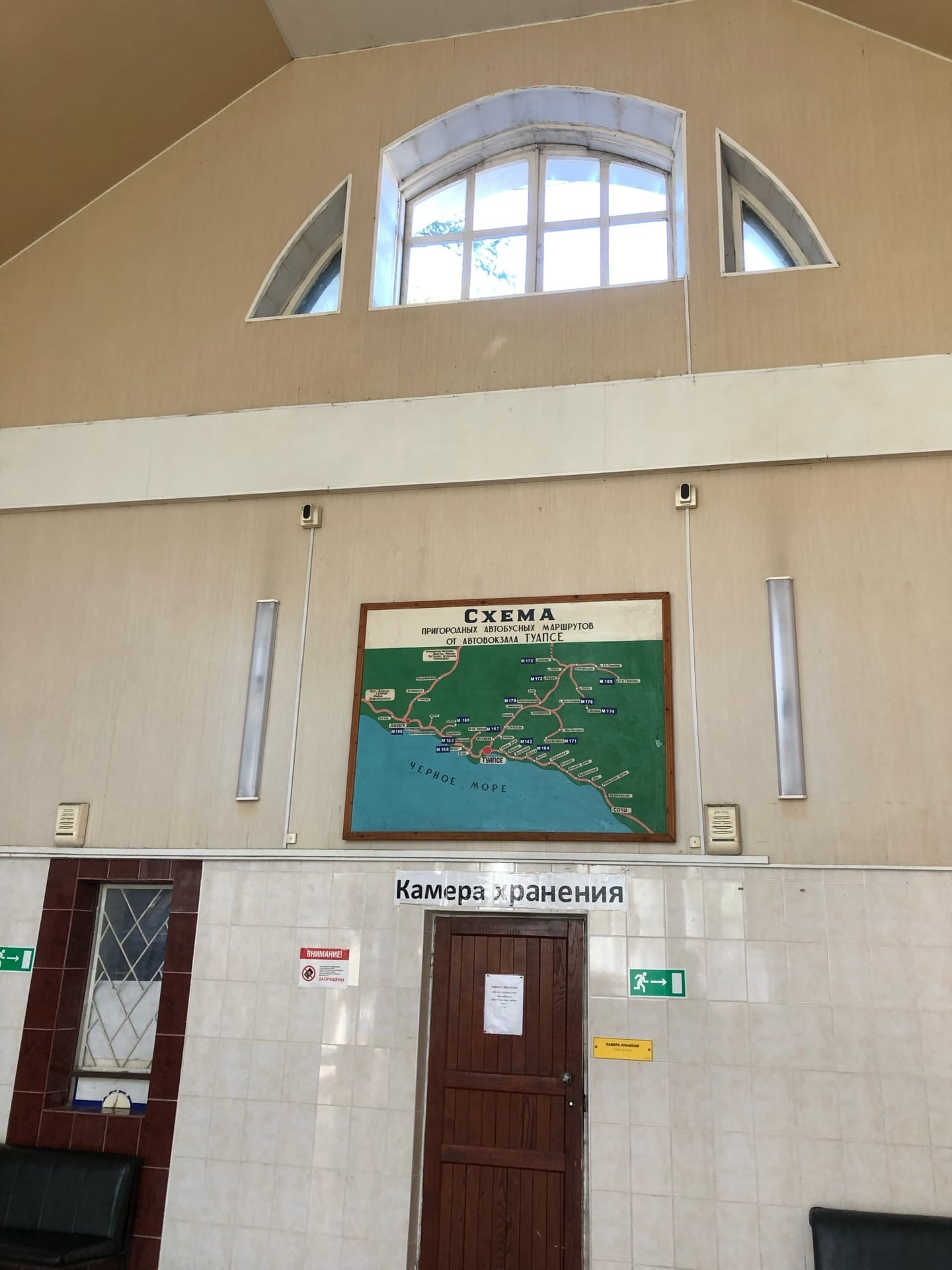
Зал ожидания автовокзала
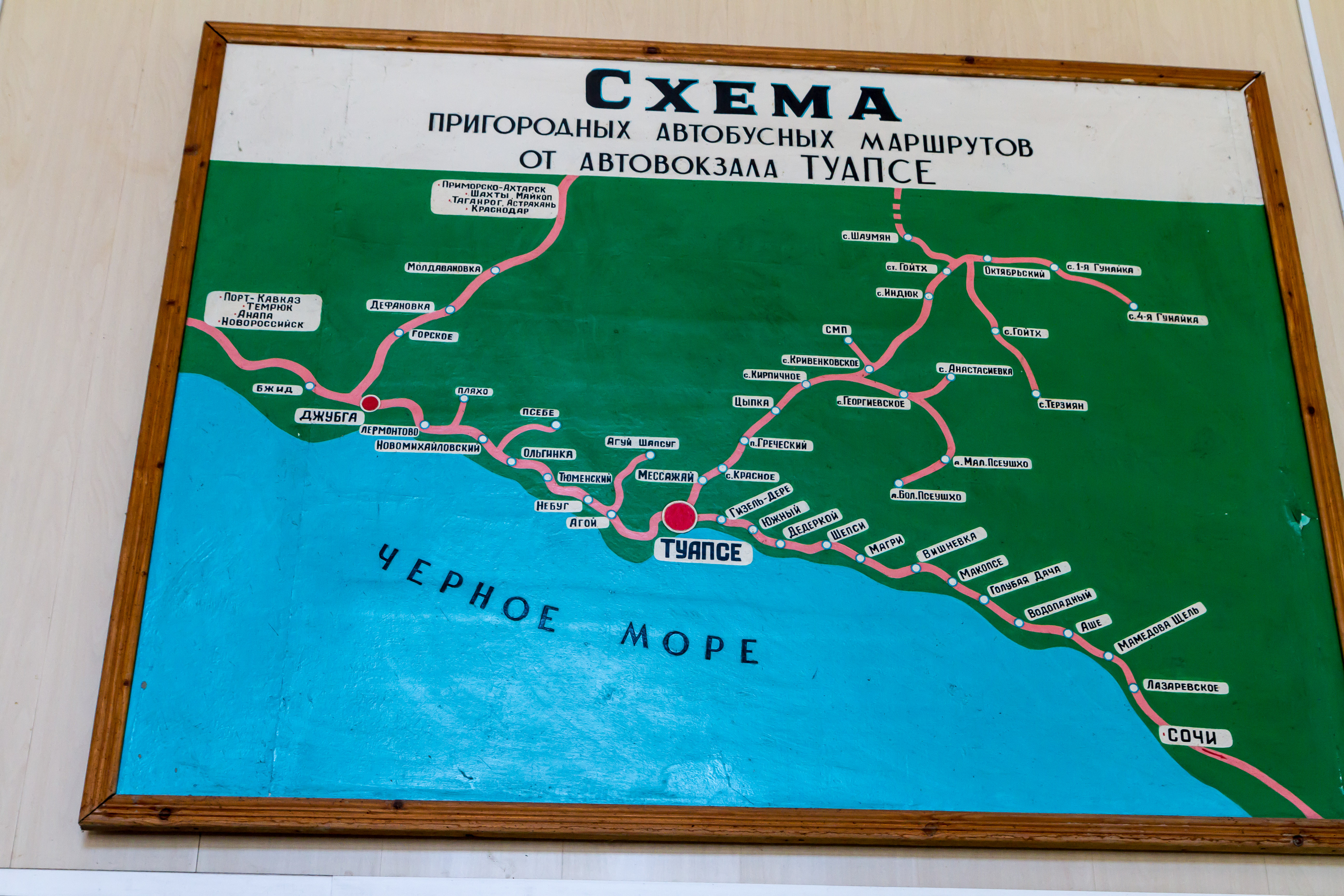
Схема в зале ожидания
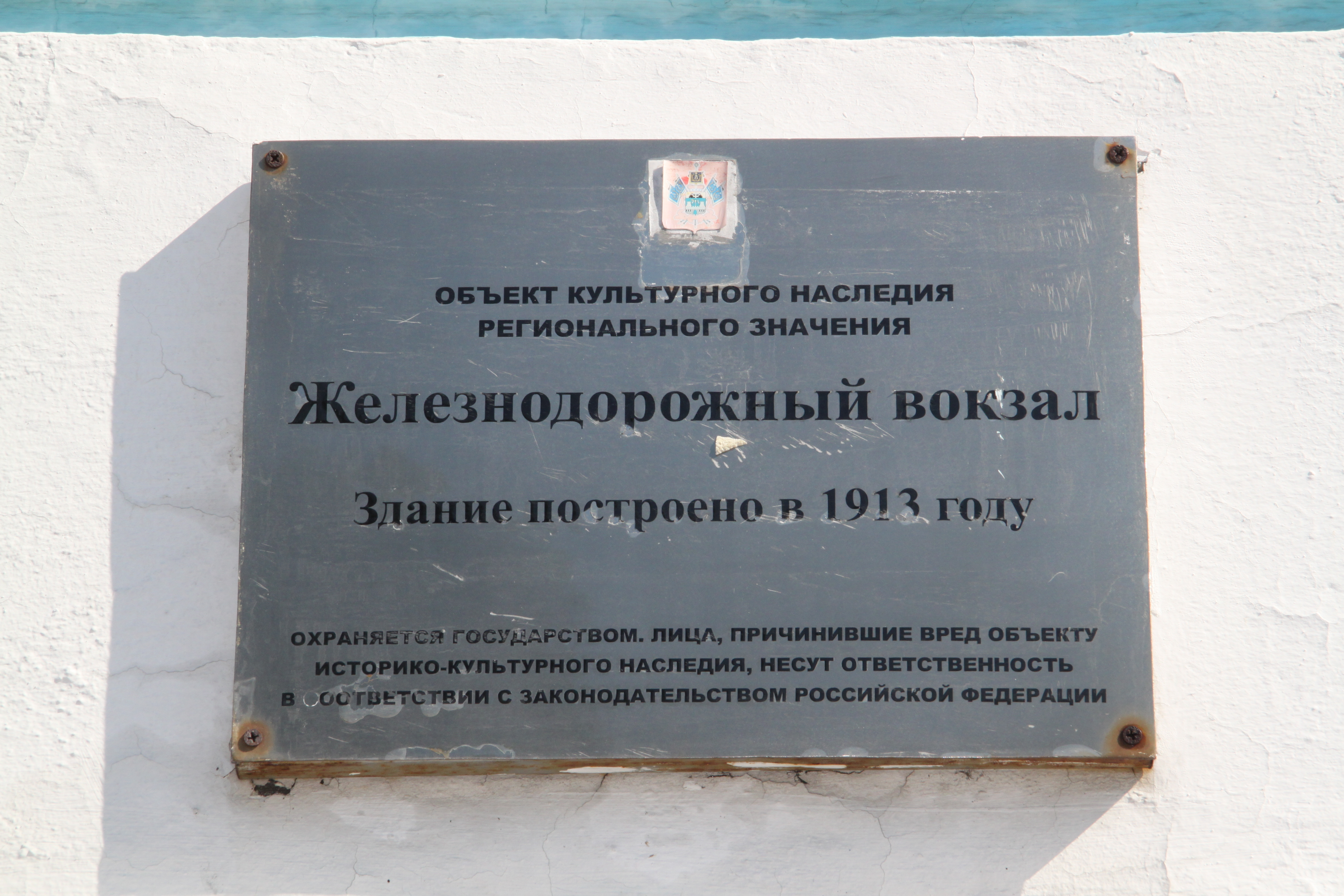
Табличка об охранном статусе